# Ryan Bingham
Ryan Bingham (Hobbs, 31 maart 1981) is een Amerikaans zanger/gitarist en liedschrijver. Zijn muziek is een mengeling van o.a. rock, blues, country, americana en roots.

## Biografie
Bingham bracht een aantal platen uit in eigen beheer en kwam daarmee onder de aandacht van het label Lost Highway Records, die zijn debuutalbum Mescalito uitbracht in 2007. Zijn eerste album werd geproduceerd door Marc Ford (voorheen gitarist van the Black Crowes) en uitgebracht in oktober 2007. Ook zijn tweede album Roadhouse Sun ( juni 2009) werd door Marc Ford geproduceerd. Ryan Bingham ontving in 2009 een Oscar en diverse andere awards voor zijn liedje The weary kind dat deel uitmaakt van de soundtrack van de speelfilm Crazy Heart (regie Scott Cooper).
In 2010 nam hij het album Junky Star op. Dat was het eerste album met zijn band the Dead Horses. Die plaat is geproduceerd door de zanger/songwriter/producer T Bone Burnett. Junky Star behaalde plek #19 van de Billboard album 200 en #8 van de Billboard Rock Album charts. Dit is zijn meest succesvolle album tot heden. In dat jaar werd Ryan Bingham door de Americana Music Association gekozen tot Artist of the Year.
Het volgende album Tomorrowland (september 2012) bracht hij uit op zijn eigen label Axster Bingham Records (genoemd naar zijn vrouw Anna Axster). Ook de samenwerking met zijn band the Dead Horses werd beëindigd. Deze plaat werd opgenomen in Malibu, Californië en door hem zelf geproduceerd samen met Justin Stanley.
Het album Fear and Saturday Night is geproduceerd door Jim Scott en uitgebracht in januari 2015. De opnames vonden plaats in de Plyz Studios in Los Angeles, Californië. Zijn livealbum Ryan Bingham Live is een registratie van een concert in het Whitewater Amphitheater in New Braunfels. Dit album is uitgebracht in oktober 2016.
In februari 2019 bracht hij zijn zesde studioalbum uit, getiteld American Lovesong. Die plaat is geproduceerd door Charlie Sexton.
Ryan Bingham heeft zes muziekvideo’s gemaakt samen met zijn vrouw Anna Axter.

## Discografie

### Albums
- Mescalito (2007)
- Roadhouse sun (2009)
- Junky Star (2010)
- Tomorrowland (2012)
- Fear and saturday night (2015)
- Ryan Bingham Live (2016)
- American lovesong (2019)

### Ep's
- iTunes Live: SWSW (2011)

### Singles
- The weary kind (2010)
- Depression (2010)
- The wandering (2012)
- Until I’m one with you (2013)
- Broken heart tattoos (2014)
- Radio (2015)

- Bibliothèque nationale de France: cb16971840p (data)
- Gemeinsame Normdatei: 135496969
- International Standard Name Identifier: 0000 0000 7695 8769
- Library of Congress Control Number: no2009095478
- MusicBrainz: 61a04f15-0929-4bb6-bd4e-dabdf8e19f68
- Virtual International Authority File: 90565672
- WorldCat: E39PBJdcCQ9dQRwdPDfJdvJdQq